# Момишићи
Момишићи су градско насеље Подгорице.

## Историја
Турска војска под вођством скадарског Сулејман-паше је у цркви Светог Георгија на мјесту данашњег насеља 1688. године живе спалила двојицу свештеника-учитеља и њихових 40 ђака. Свети архијерејски сабор Српске православне цркве је 17. маја 2012. ова два свештеника и њихових 40 ђака прогласио за свеце.